# Grevo
Grevo (cyr. Грево) – wieś w Czarnogórze, w gminie Pljevlja. W 2011 roku liczyła 90 mieszkańców.